# Азов (місто)
Азо́в, або Озі́в (кримськотатарське Azaq — «Гирло») — місто в Ростовській області Росії, адміністративний центр Азовського району. Порт на річці Дон, за 7 км від впадіння в Таганрозьку затоку Азовського моря. Кінцева станція на залізниці від лінії Ростов-на-Дону — Баку. 83 тис. осіб (2013). Розташоване на межі українського етнокультурного регіону Донщина.

## Загальна інформація
Азов на сьогодні — це компактне, затишне, дуже зелене місто, з промисловою зоною, винесеною за межу житлових кварталів. У старій частині міста збереглися фортифікаційні споруди Азовської фортеці XVIII століття — фортечні вали, рів, Олексіївські ворота. Азов — одне з історичних міст з охоронюваним культурним шаром.

## Назва

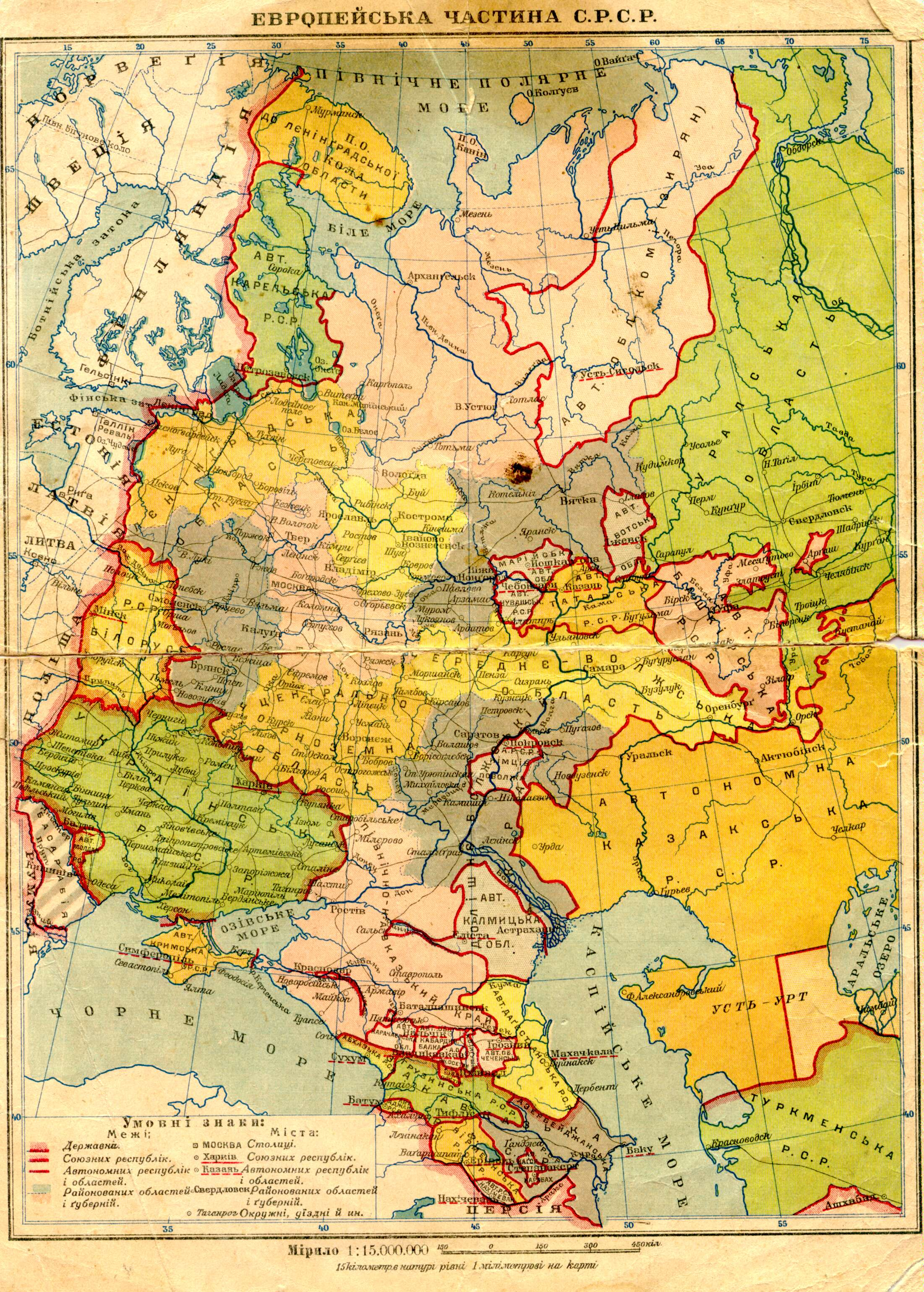
«Озівське море» на мапі СРСР 1929 року.

Найпоширенішим українським літературним джерелом, у якому згадується Азов, є відома народна дума «Втеча трьох братів з города Азова, з турецької неволі», події якої відносяться до ХVІ — ХVІІ ст.ст. В деяких варіантах запису цієї думи, використовується форма назви міста — Озов, або Озів. Подібна форма написання існувала і в літературній українській мові в кінці 1920-х та на початку 1930-х років (так званий «харківський правопис»). З кінця 30-х років усталена норма Азов.

## Географія
Сучасний Азов — місто обласного підпорядкування, розташоване у південно-західній частині Ростовської області, на лівому березі річки Дон, за 12,5 км по прямій від впадіння в Таганрозьку затоку. Від обласного центру — міста Ростова-на-Дону — 25 км. Площа території міста становить 66,2 км ².

### Клімат
Клімат помірно континентальний. Середня температура січня -9 ° С, липня +22 ° С +24 ° С. Опадів 400—650 мм на рік. Характерно поєднання надлишку тепла з нестачею вологи. Взимку бувають снігові заметілі, навесні — пилові бурі.

## Історія

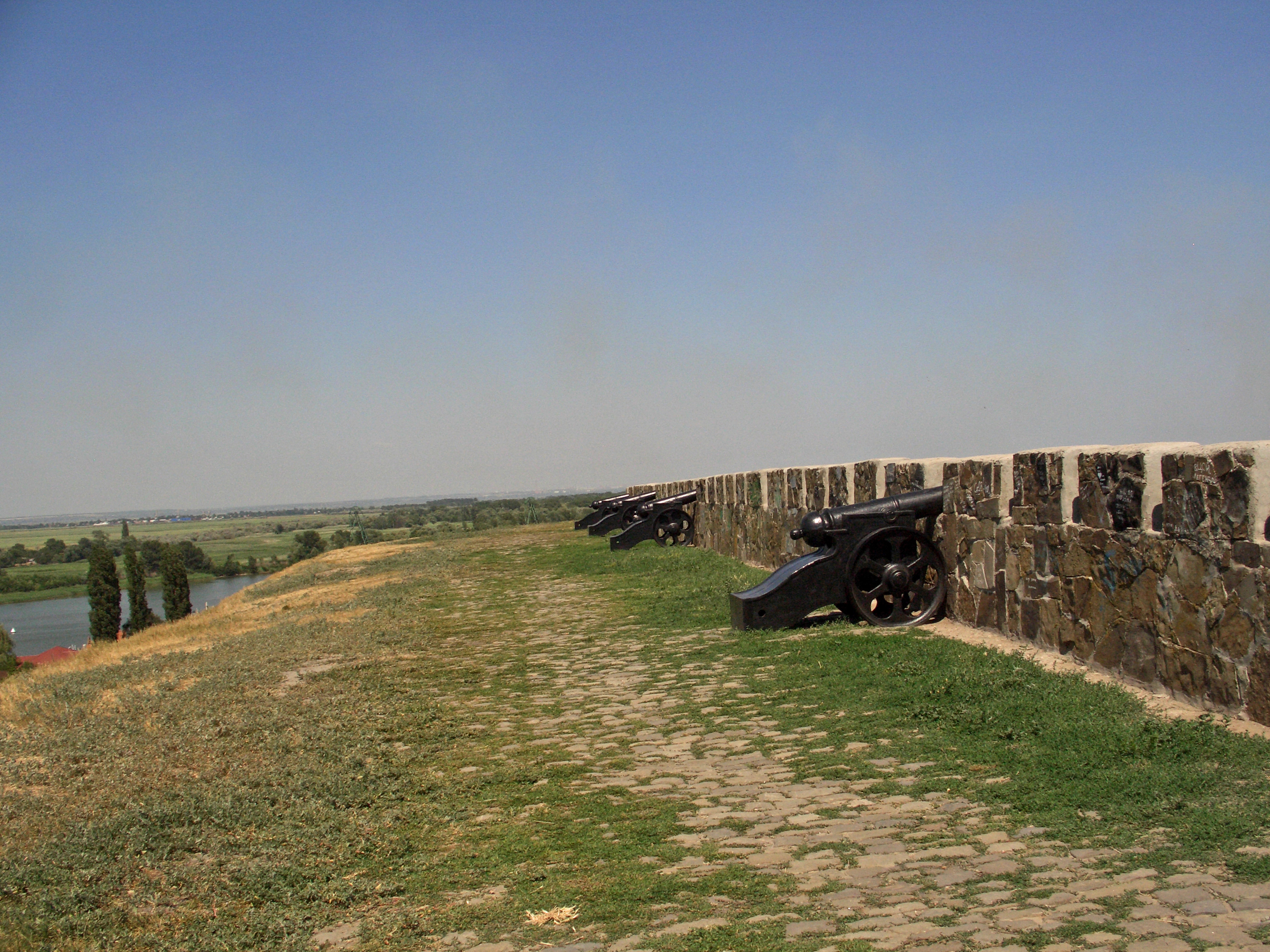
Стіни Азовської фортеці

В останніх сторіччях до нашої ери та на початку нашої ери на місці Азова існували еліністичні та давньоримські поселення, пов'язані з Танаїсом. Тут виявлено меотські городища початку нашої ери.
Пізніше цю місцевість контролювали хозари. В 10 — першій половині 11 століття воно входило до складу Тмутороканського князівства. В 1067 році місто було захоплене половцями і вони, певно, і назвали поселення на честь свого хана Азува (Азака).
З середини 13 століття місто було під владою Золотої Орди. В 13-15 століттях в Азові існувала велика і багата торговельна генуезька та венеційська колонія Тана. В сер.XIV століття Азак був одним із основних центрів грошової справи в Золотій Орді.
В 1475 Азов був захоплений османами та перетворений на велику фортецю, великий ринок работоргівлі. Фортеця Азов — одна з найвідоміших у Північному Причорномор'ї — мала три ряди кам'яних мурів, 11 кутових бастіонів. У ній розміщувався гарнізон у 4000 чоловік з 200 гарматами. Спираючись на Азов, османи і ногайці здійснювали набіги на Велике князівство Московське та вели наступ на Дон. Боротьба за Азов стала яскравим прикладом бойової співдружності донських та запорозьких козаків.
В 1559 році Азов взяв в облогу Дмитро Вишневецький. В 1637 році запорозькі і донські козаки взяли Азов і утримували його до 1642 р. (так зване Азовське сидіння). Українські козаки брали участь в Азовських походах 1695—1696 років, у результаті яких Азов перейшов до Росії. З 1709 року Азов став губернським містом.
Після невдалого Прутського походу за Прутським договором 1711 року Азов знову перейшов до Османської імперії.
Повернення запорожців до Росії 1734 року негативно відбилося на долі територіальних надбань січових козаків. 1746 року місце, де знаходився колись Таганріг, було вилучене російським урядом зі складу Яланецької паланки Запорожжя.
За Белградською мирною угодою 1739 року Азов увійшов до складу Росії з умовою знесення фортечних споруд та будівель, що й було виконано в 1747 році.
30 років місто лежало в руїнах. Під час російсько-турецької війни 1768—1774 років в 1769 місто було зайняте російськими військами і відновлене. За Кючук-Кайнарджійським мирним договором місто остаточно було приєднане до Росії.
З 1775 по 1782 рік місто було центром Азовської губернії, потім військовою фортецею. З 1810 року Азов — посад Ростовського повіту Катеринославської губернії. З 1887 року — посад Ростовського округу Області війська Донського.
Зі встановленням радянської влади посад Азов отримав статус міста 1 березня 1920 року. У липні 1921 року Азов стає центром Ростовського округу й сюди з Ростова переїжджають окружні партійні і радянські органи влади.
Під час Другої світової війни з 27 липня 1942 по 7 лютого 1943 року Азов був окупований німецькими військами.

## Населення
Населення понад 83 тис. осіб. У місті проживає понад 20 національностей. Найчисельнішими є: росіяни — 94 %, українці — 3,1 %, білоруси — 0,5 %. Близько 55 % чисельності населення перебуває в працездатному віці. Чисельність зайнятих в економіці — всього: 34,0 тис. осіб. З них в матеріальному виробництві — 23,8 тис. осіб, у невиробничій сфері — 10,2.

### Демографія
| 1885   | 1913   | 1939   | 1959   | 1970   | 1979   | 1989   | 2002   | 2007   | 2008   | 2010   | 2013   |
| ------ | ------ | ------ | ------ | ------ | ------ | ------ | ------ | ------ | ------ | ------ | ------ |
| 16,600 | 26,500 | 25,000 | 39,931 | 59,302 | 75,124 | 80,297 | 82,090 | 82,800 | 83,100 | 83,009 | 83,000 |

## Економіка

### Промисловість
Заводи ковальсько-пресового устаткування, ковальсько-пресових автоматів, торгового устаткування; суднобудівельна (риболовецькі судна), легка (панчішна, взуттєва, швейна фабрики тощо), харчова (головним чином рибна) промисловість, виробництво будматеріалів.

### Транспорт
На території міста розташована залізнична станція Азов.

## Освіта
- Азовський інститут економіки, управління та права
- Азовський технологічний інститут — філія ДДТУ
- Гуманітарно-економічний та інформаційно-технологічний інститут
- Російський державний соціальний університет — філія РГСУ

### Середні професійні навчальні заклади
- Азовський гуманітарно-технічний коледж
- Азовська філія Донського педагогічного коледжу
- Азовське козацьке кадетська професійне училище
- Азовська філія Ростовського базового медичного коледжу

## Культура та мистецтво

### Релігія

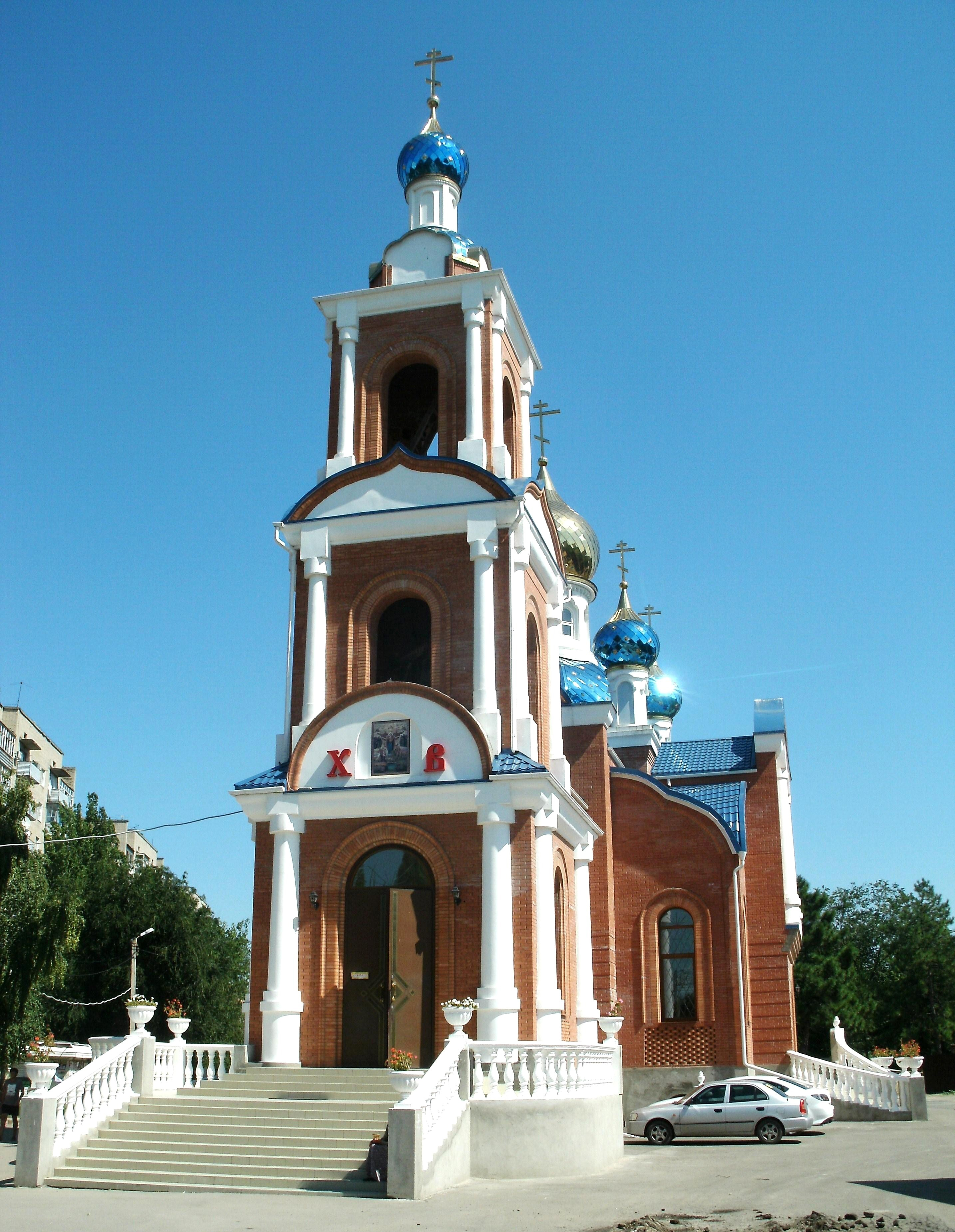
Церква Азовської ікони Божої Матері

- Церква Азовської ікони Божої Матері
- Церква християн-адвентистів сьомого дня
- Храм Святого Миколая
- Храм ікони Божої Матері Азовської
- Свято-Троїцький храм

### Бібліотеки
- Центральна бібліотека ім. Н. К. Крупської
- Бібліотека ім. С. А. Есенина
- Бібліотека ім. О. С. Пушкіна
- Бібліотека ім. А. П. Чехова
- Бібліотека ім. Л. Н. Толстого
- Бібліотека ім. А. П. Гайдара
- Бібліотека ім. М.Горького

### Музеї
- Азовський міський краєзнавчий музей
- Азовський краєзнавчий музей-заповідник
- Меморіальний музей ім. Р. Л. Самойловіча
- Музей пороховий льох

### Пам'ятки монументального мистецтва та військової слави

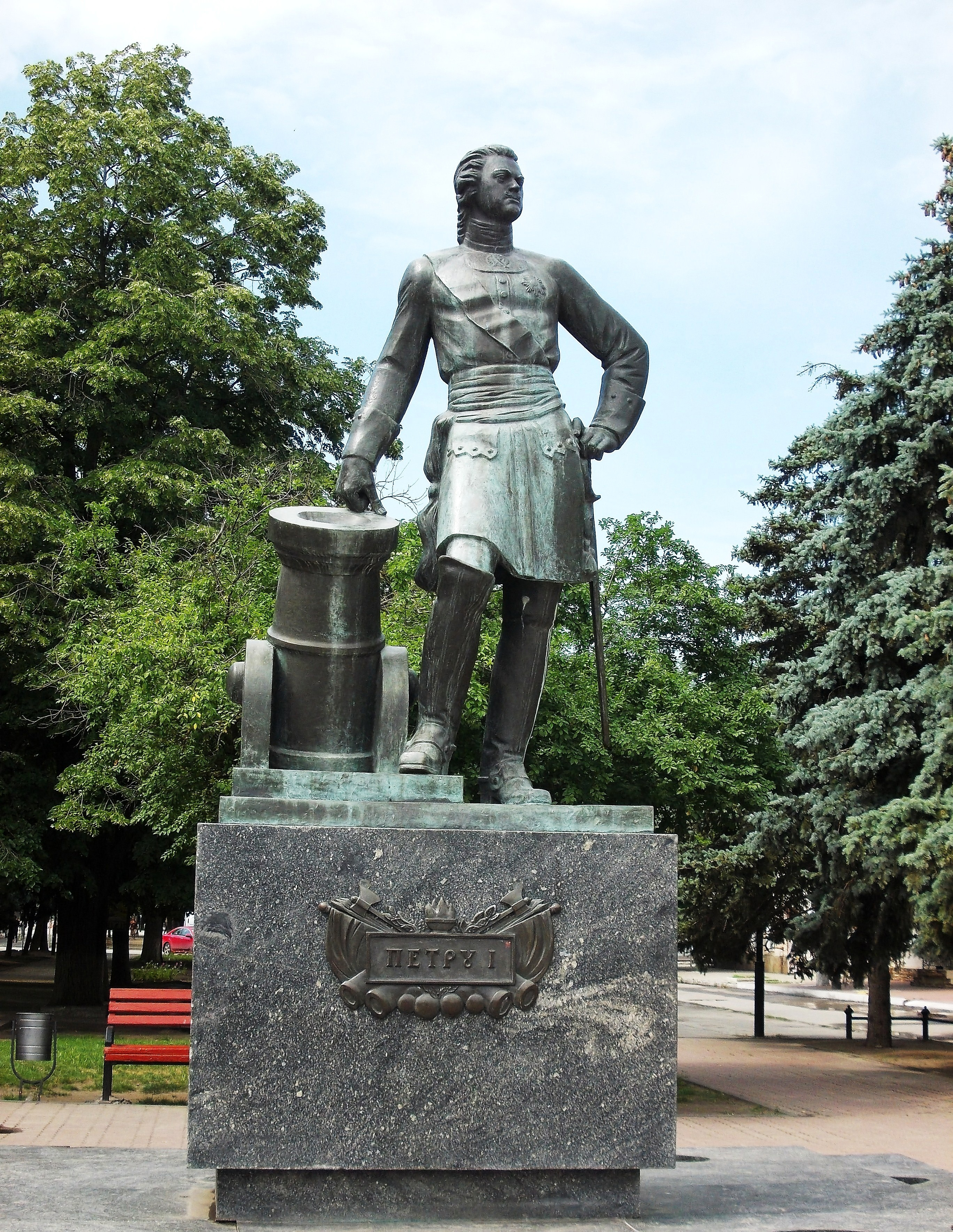
Пам'ятник Петру I

- Пам'ятник Петру I — відкритий 19 липня 1996 року, у дні святкування 300-річчя Російського Флоту, був увічнений образ Петра І. Пам'ятник був створений авторським колективом на чолі з заслуженим художником Росії, академіком Олегом Костянтиновичем Комовим. Також до складу авторського колективу увійшли дружина Комова Ніна Іванівна, головний архітектор міста В. Т. Фоменко. Після смерті Комова в 1995 році роботу над робочою моделлю статуї Петра I продовжив його учень, заслужений художник Росії Андрій Ковальчук. Бронзова фігура Петра була відлита на Митіщинському заводі художнього лиття. Її висота — 3 метри, висота постаменту, виконаного з цілісної гранітної брили — 2 метри.
- Пам'ятник Шеїну — відкритий 12 червня 2009 році в Азові пам'ятник першому російському генералісимусу, соратнику Петра І, боярину Олексію Семеновичу Шеїну. Бронзова фігура встановлена в історичному центрі Азова навпроти музею. Тримаючи в одній руці шаблю, полководець дивиться на місто, у боях за який заслужив він вище військове звання. Разом з пам'ятником Петру, іншими пам'ятками він утворює історичний комплекс, що оповідає про славні сторінки літопису Азова і держави Російської.
- Меморіал «Полеглим за Батьківщину» — встановлений на Площі Перемоги 9 травня 1971 на місці військових поховань періоду Громадянської та Великої Вітчизняної воєн. У цій братській могилі поховано багато бійці і командири, загиблі в лютому 1943 року при визволенні Азова від гітлерівських загарбників. У могилу перенесені останки 68 воїнів і 11 азовських партизанів. Меморіал Слави — пам'ятник 10 тисячам азовцям, які віддали життя у Великій Вітчизняній війні.
- Фортечні вали з Олексіївська воротами — одне з визначних місць міста Азова — залишки стіни і кам'яних воріт XIV століття — розташоване на Генуезькій вулиці, недалеко від старого рибного заводу. Найбільш обґрунтованому вивченню цей пам'ятник був підданий під час розкопок, проведених в 1935 році Ростовським обласним бюро охорони пам'яток і підтвердили його італійську належність.
- Пам'ятник Ю. А. Гагаріну — 12 квітня 1988 року в міському парку імені Ленінського комсомолу (зараз центральний міський парк «Перлина Азова») відбулося відкриття погруддя першому космонавтові Юрію Олексійовичу Гагаріну. Бюст першого космонавта Землі придбаний на кошти зароблені учнями школи-інтернату № 10, яка була відкрита 1 квітня 1961 року й піонерська дружина носила ім'я Ю. А. Гагаріна.
- Пам'ятник Азовської військової флотилії — У рік 30-річчя Великої Перемоги 9 травня 1975 у річкового порту був встановлений постамент і торпедний катер — точно такий же, на якому билися моряки Окремої Донського загону. На п'єдесталі пам'ятника є наступні написи: «На вічний якір біля берега Тихого Дону ти в пам'ять поставлений про грізних суворих боях Азовської військової флотилії в 1941—1942 роках»; «З жовтня 1941 року по липень 1942 року. в Азові базувався окремий Донський загін Азовської військової флотилії, що обороняла гирлі Дону і узбережжі Таганрозької затоки».

|                  |                                         |                                                                                    |                                     |
| Пам'ятник Леніну | Пам'ятник Азовської військової флотилії | Пам'ятник «Молодим землякам, що віддали життя в Афганській війні і гарячих точках» | Пам'ятник козакам, загиблим в Азові |

### Археологічні пам'ятки
Підазовське городище — пам'ятка археології, яка датується I століттям до нашої ери і розташовується на околоці Азова.

## Відомі люди

### Народилися
- Бондаренко Іван Михайлович — український вчений, педагог, дослідник історії Західної Європи, української культури.
- Баламутов Олег — український спортсмен.
- Самойлович Анатолій Григорович — український фізик, видатний спеціаліст з теорії твердого тіла.
- Шишкін Юрій Васильович (нар. 1963) — радянський і російський музикант.